# Patrick Sweeney
Patrick John Sweeney (* 12. August 1952) ist ein ehemaliger britischer Ruderer, der bei drei Olympiateilnahmen zwei Medaillen gewann. 

## Sportliche Karriere
Der 1,57 m große Steuermann Patrick Sweeney vom Leander Club nahm im Vierer mit Steuermann an den Olympischen Spielen 1972 teil und belegte den zehnten Platz. Bei den Europameisterschaften 1973 fuhr der britische Vierer auf den elften Platz. 1974 steuerte Sweeney den britischen Achter, der bei den Weltmeisterschaften 1974 die Silbermedaille hinter dem US-Achter gewann. Nach einem vierten Platz mit dem Vierer mit Steuermann bei den Weltmeisterschaften 1975 steuerte Sweeney bei den Olympischen Spielen 1976 wieder den britischen Achter. Mit zwei Sekunden Rückstand auf den DDR-Achter und zwei Sekunden Vorsprung auf das neuseeländische Boot gewannen die Briten die Silbermedaille. Seinen ersten Weltmeistertitel gewann Sweeney bei den Weltmeisterschaften 1977 mit dem Leichtgewichts-Achter.
1986 kehrte Sweeney als Steuermann des britischen Zweiers mit Steven Redgrave und Andrew Holmes auf die internationalen Regattastrecken zurück. Bei den Weltmeisterschaften 1986 in Nottingham siegten die Briten vor dem italienischen Boot mit Carmine und Giuseppe Abbagnale nebst Giuseppe Di Capua. Bei den Weltmeisterschaften 1987 gewannen Redgrave und Holmes im Zweier ohne Steuermann, mit Patrick Sweeney gewannen sie die Silbermedaille hinter den Italienern. Auch bei den Olympischen Spielen 1988 in Seoul traten Redgrave und Holmes in beiden Bootsklassen an. Im Zweier ohne Steuermann gewannen sie die Goldmedaille, im Zweier mit Steuermann gewannen die Italiener vor dem Boot aus der DDR, dahinter erhielten Redgrave, Holmes und Sweeney die Bronzemedaille. Bei den Weltmeisterschaften 1989 steuerte Sweeney den britischen Zweier noch einmal auf den fünften Platz. 
Danach beendete er seine aktive Karriere, blieb jedoch als Trainer dem Rudersport weiter verbunden. Sweeney, der von 1977 bis 1980 in Kanada als Trainer tätig gewesen war und danach an der University of California, betreute zunächst die Ruderer vom Leander Club und war Assistenztrainer beim britischen Ruderverband. Von 1996 bis 2000 war er belgischer Nationaltrainer. Seit 2004 ist er Rudertrainer an der Kansas State University.